# Le due città (romanzo)
Le due città è un romanzo di Mario Soldati, pubblicato presso Garzanti nel 1964. È un romanzo forte, figlio dell'indifferenza, permeato di opportunismo, in bilico tra le due città di Torino e Roma che rappresenteranno momenti diversi della vita di Emilio, il protagonista con diversi tratti autobiografici dell'autore, e del suo modo di essere, nonché forse di due epoche diverse.

## Trama
Emilio Viotti, torinese, è il protagonista del romanzo. Di famiglia media borghese, respira da piccolo l'ambizione dei genitori di divenire ricchi ereditando da barba (zio in piemontese) Sanfront. L'eredità andrà ad altri in famiglia, ma questa atmosfera condizionerà la formazione di Emilio. Amico d'infanzia sarà Piero, un ragazzotto proletario, ma positivo, leale ed appassionato di ciclismo. L'amicizia, a causa delle modeste origini di Piero, sarà blandamente ostacolata dai Viotti. Ciò non impedirà ad Emilio e Piero di compiere lunghissime escursioni in bicicletta, in cui inutilmente il protagonista tenterà di tenere il passo all'amico più atletico e robusto.
Emilio incontrerà Veve, una ragazza proletaria, molto bella di cui si innamorerà ricambiato: ne nascerà un amore schietto e sincero. Nel frattempo, grazie a un circolo di suoi amici intellettuali, inizierà a frequentare Golzio, ricco industriale canavesano e mecenate. Emilio però dovrà andare a Roma per completare la sua tesi di laurea; Piero, appassionato di foto, si dedicherà invece al mestiere di fotografo. A Roma risiederà a casa della signora Calandra, una donna non più giovane che però riesce a godersi ancora la vita. Dimentico di Veve, sedurrà la compiacente servetta prima, per poi ricevere le attenzioni di Elena, la figlia della proprietaria di casa, ragazza bellissima che però non lo attrarrà mai.
Ricevuta una lettera da Veve, tardivamente correrà a Torino, per riconquistare la ragazza che, delusa dal suo silenzio e disamorata, si è innamorata di un altro e si è promessa sposa. Benché già fidanzata con un suo amico pittore, Emilio finirà per sposare Elena che lo introdurrà sempre più nell'entourage di Golzio, ormai dedito alla produzione cinematografica. Da quel momento la vita di Emilio scorrerà tra successi economici quale responsabile a vario titolo degli stabilimenti cinematografici di Golzio. Tradimenti con attricette e segretarie da parte di Emilio, che mai amerà la bella Elena come aveva amato Veve, non si conteranno e costelleranno la vita di Emilio, ricambiato anche da eguale comportamento di Elena.
Emilio capirà che Elena è anche l'amante di Golzio, al punto che Elena non saprà mai dire se Luigino, suo figlio, sia del marito o dell'amante. Questo non impedirà ad Emilio di amare il bimbo, indifferente com'è ai tradimenti della moglie.
Intanto a Roma sarà arrivato agli stabilimenti anche Piero che diverrà uno stimato operatore e direttore della fotografia. Piero, sposato anch'egli con una donna apatica ed indifferente a tutto ma di cui è innamorato, avrà anch'egli una figlia, Irma. In pieno periodo fascista, Emilio si fa superficiali scrupoli nel prestare la propria opera per un film di propaganda, ma l'avanzamento economico gli fa abbandonare ogni ulteriore dilemma. Con la guerra, Emilio diventa socio di Golzio in una serie di investimenti immobiliari, ritrovandosi nel dopoguerra ricco e benestante, come aveva sempre desiderato. Piero intanto si ammala di una malattia alla pelle, invalidante e repellente, che gli impedirà di lavorare. Al fine di aiutare economicamente l'amico, Emilio impiega la figlia di Piero, Irma, diciassettenne, come aiuto montatrice. La ragazza, alquanto bizzarra e in parte lunatica come la madre, ha perso ogni contatto con il Piemonte e parla un romanesco fin troppo esibito.
Stuzzicato dalla ragazza, Emilio non tarderà a sedurla. Ma, mentre Irma chiede ad Emilio di divorziare e sposarla, Emilio invece vuole riprendere la sua vita svogliata e superficiale, vuole vivere senza obblighi ed accompagnarsi con donne che non gli creino problemi. Dopo una lunga agonia, Piero muore per gli effetti sempre più invalidanti del suo male. Dopo il funerale, Emilio si tratterrà un po' sulla tomba dell'amico. Sulla sepoltura del padre ritorna anche Irma, che armata di un revolver sottratto a Emilio tempo prima, lo ucciderà, non accettando il suo voler restare sposato con una donna che non ama.

## Personaggi
- Emilio Viotti: protagonista
- Piero: amico di infanzia
- Veve: amore giovanile perduto
- Elena: moglie non amata
- Luigino: figlio
- Golzio: ricco e colto produttore cinematografico
- Irma: figlia di Piero ed amante di Emilio

## Edizioni
- Le due città. Romanzo, Milano: Garzanti, 1964
- Le due città, Torino: La Stampa, 2005
- Le due città, introduzione di Massimo Raffaeli, nota al testo di Stefano Ghidinelli, Milano: Oscar Mondadori, 2006